# Musculus zygomaticus
Der Musculus zygomaticus („Jochbeinmuskel“) ist ein Hautmuskel des Kopfes bei Säugetieren. Der Muskel gehört zur mimischen Muskulatur und zieht den Mundwinkel nach hinten und oben, weshalb er auch als einer der „Lachmuskeln“ angesehen wird. Der Muskel entspringt am Jochbogen und strahlt in den Mundwinkel ein.
Beim Menschen ist der Muskel zweigeteilt: Der Musculus zygomaticus major („großer Jochbeinmuskel“) ist der größere der beiden und entspringt seitlich des kleinen Jochbeinmuskels (Musculus zygomaticus minor) am Jochbein. Er strahlt in den gleichseitigen Mundwinkel und den Musculus orbicularis oris ein. Der Musculus zygomaticus minor setzt an der Oberlippe im Bereich des Ansatzes des Musculus levator labii superioris an.